# Vicdessos

Vicdessos este o comună în departamentul Ariège din sudul Franței. În 1 ianuarie 2018 avea o populație de 470 de locuitori.